# Чорна Вода (притока Керепця)
Чорна Вода — річка в Україні, у Мукачівському й Берегівському районах Закарпатської області. Ліва притока Керепця (басейн Дунаю).

## Опис
Довжина річки 15 км, похил річки — 0,47 м/км. Площа басейну 381 км².

## Розташування
Бере початок на північно-західній околиці Макарьово.  Спочатку тече на південний, а потім на північний захід через Гать і впадає в річку Керепець, ліву притоку Латориці. Річка частково каналізована. 
Населені пункти вздовж берегової смуги: Барбово. 

## Цікавий факт
Витік річки утворився внаслідок злиття правої й лівої приток Мочили і Бабички.